# 石川忠雄
石川忠雄（1922年1月21日—2007年9月25日）是日本的中国現代史家，亦是慶應義塾中任期僅次於鎌田榮吉的塾長。其任期時間長達16年。

## 生平
1922年1月21日，出生於東京府神田一橋。父親為消防人員，且是養子，因此其祖父母之出生地不甚清楚。其父的本家為三河德川家的下級武士，於江戶開府時，移居京橋。兒時曾入讀神田猿樂町的錦華小學校。自小學校畢業後，即進入明治中學就讀。但因當時家境不佳，遂採取半工半讀方式，並轉入慶應義塾五年制商業學校繼續學習。1939年4月，於商業學校畢業後，保送進入慶應義塾高等部。1942年9月，即進入慶應義塾大學經濟學部就讀。大學期間，曾因學生動員令之故，應徵入伍，並接受陸軍飛行學校的飛行訓練，直到日本戰敗始復學。1946年9月，自經濟學部畢業。1946年10月，受及川恒忠薦舉，擔任慶應義塾大學法學部助手，並成為大學院特別研究生。1956年7月至1957年6月間，以訪問學人的身分，前往哈佛大學燕京研究所訪問，並與史華慈、費正清、季辛吉、賴世和等學者交往，當中獲益良多。學術研究亦受到史華慈深刻的影響。1960年3月31日，以論文〈中國共產黨史研究〉（「中国共産党史研究」），取得慶應義塾大學法學博士學位。

在慶應義塾大學法學部時，即師從中國政治史大家及川恒忠，因此其早年的研究興趣為中國憲法史和中國共產黨史，後來轉為從事中華人民共和國政治、外交的研究，並且參與中日關係正常化的政策決定。1984年起，參與日中友好二十一世紀委員會的運作，並擔任日方委員會首席委員。1991年，獲選為文化功勞者；1995年5月，獲頒勳一等旭日大綬章；2000年11月，獲頒文化勳章。

2007年9月25日去世，享壽85歲。

## 履歷
- 1942年：入讀慶應義塾大學經濟學部。
- 1943年：因政策「學生出陣（日语：学徒出陣）」入伍。
- 1944年：在宇都宮陸軍飛行學校（日语：宇都宮陸軍飛行学校）受飛行訓練。
- 1946年：慶應義塾大學經濟學部畢業。
- 1946年：慶應義塾大學法學部助手兼大學院特別研究生（文部省）
- 1948年：慶應義塾大學法學部助教授
- 1955年：慶應義塾大學法學部教授
- 1956年：哈佛大學燕京學社訪問教授
- 1960年：慶應義塾大學法學部博士
- 1965年：慶應義塾常任理事（-1969年）
- 1970年：日本國際問題研究所理事
- 1971年：慶應義塾大學法學部長兼大學院法學研究科委員長（-1977年）
- 1972年：日本國際政治學會理事
- 1975年：外務省外交問題懇談會委員
- 1977年：就任慶應義塾長（-1993年）。
- 1978年：文部省學術審議會委員
- 1979年：文部省大學設置審議會委員、常務委員
- 1980年：日中人文社會科學交流協會理事
- 1981年：文部省社會教育審議會副會長
- 1982年：文部省大學設置審議會會長
- 1983年：日本私立大學聯盟會長
- 1984年：代理臨時教育審議會會長
- 1984年：日中友好二十一世紀委員會日方首席委員
- 1986年：文部省大學改革協議會主席
- 1987年：文部省大學審議會會長、慶應義塾大學名譽教授
- 1988年：東京都教育委員會委員長、全國都道府縣教育委員會聯合會會長
- 1991年：文化功勞者
- 1994年：慶應義塾評議員
- 1995年：受勳一等旭日大綬章。
- 2000年：受文化勳章。

## 門生
石川忠雄於慶應義塾大學的學生，多活躍於日本的政治界和學術界，著名者有日本第82任與第83任的內閣總理大臣橋本龍太郎和研究中國歷史、政治、外交的學者德田教之、山田辰雄、小島朋之、國分良成、平松茂雄，以及研究朝鮮半島政治的學者小此木政夫。

## 著作

### 寫作之專書
- ，東京：慶應通信，1952年。
- ，東京：慶應通信，1959年8月。
- ，東京：慶應通信，1963年。
- ，東京：時事通信社，1964年9月。
- ，東京：慶應通信，1967年。
- ，東京：有信堂，1968年。
- ，東京：酒井書店，1973年。
- ，東京：慶應通信，1976年。
- ，東京：リクルート出版部，1985年1月。
- ，東京：慶應通信，1993年12月。
- ，東京：小学館，1997年12月。
- ，東京：慶応義塾大学出版会，1998年7月。
- ，藤川吉美編，東京：公共政策研究所，2003年8月。
- ，東京：慶応義塾大学出版会，2004年3月。

### 編輯之專書、論文集
- ，與中嶋嶺雄、池井優共編，東京：日本評論社，1970年9月。
- ，與朴在圭共編，東京：成甲書房，1977年11月。

### 翻譯
- Max Beloff, Baron Beloff著，與小谷秀二郎共譯，東京：日本外政学会，1957年3月。
- Howard L. Boorman編，石川忠雄監譯，東京：日本外政学会，1959年12月。
- 中國共産黨編，與三上諦聽、芝田稔共譯，吹田：關西大學東西學術研究所，1961年3月。
- 上海總工會編，與三上諦聽、芝田稔共譯，吹田：關西大學東西學術研究所，1962年3月。
- 中國共産黨中央委員會編，與三上諦聽、芝田稔共譯，吹田：關西大學東西學術研究所，1963年3月。
- 史華慈（Benjamin Isadore Schwartz）著，與小田英郎共譯，東京：慶応通信，1964年1月。
- Frederick Nossal著，與小田英郎共譯，東京：時事通信社，1964年。
- 海燕編，與三上諦聽、芝田稔共譯，吹田：關西大學東西學術研究所，1965年3月。
- Guy Wint著，東京：時事通信社，1967年2月。
- 斯圖爾特·施拉姆（Stuart Reynolds Schram）著，與平松茂雄共譯，東京：紀伊国屋書店，1967年9月。
- 鮑大可（英语：A. Doak Barnett）（Arthur Doak Barnett）著，與山田辰雄共譯，東京：鹿島出版会，1976年7月。

## 相關著作
- 石川忠雄教授還暦記念論文集編集委員会編，東京：石川忠雄教授還暦記念論文集編集委員会，1982年6月。
- 慶應義塾大學法学研究編集委員会 ，第60卷第1號（石川忠雄教授退職記念号），東京，1987年1月。

## 外部連結
- 石川忠雄於慶應義塾之介紹頁面（日語）